# أوتكارش أمبودكار
أوتكارش أمبودكار (بالإنجليزية: Utkarsh Ambudkar) مواليد 8 ديسمبر 1983 في بالتيمور، هو ممثل أمريكي بدأ مسيرته الفنية سنة 2006.

## الأعمال
- طبقة الصوت المثالية
- بالوعة المطبخ
- جولة مع شرطي 2
- عائلة سيمبسون
- الكوافير: القصة التالية

## روابط خارجية
- أوتكارش أمبودكار على موقع IMDb (الإنجليزية)
- أوتكارش أمبودكار على موقع ميوزك برينز (الإنجليزية)
- أوتكارش أمبودكار على موقع قاعدة بيانات برودواي على الإنترنت (الإنجليزية)
- أوتكارش أمبودكار على موقع قاعدة بيانات الأفلام السويدية (السويدية)
- أوتكارش أمبودكار على موقع ديسكوغز (الإنجليزية)
- أوتكارش أمبودكار على موقع قاعدة بيانات الفيلم (الإنجليزية)